# Gulyás Géza
Gulyás Géza (Budapest, 1931. június 5. – Székesfehérvár, 2014. augusztus 14.) magyar labdarúgó, kapus poszton játszott, aktív sportpályafutása után edzőként is tevékenykedett.

## Pályafutása

### Klubcsapatban
Az élvonalban a Bp. Dózsa csapatában mutatkozott be. 1952 év végén került a Ferencvároshoz (akkor Bp. Kinizsi), ekkor kapta becenevét is. Minden labdát meg akart fogni, és Csikós Gyula javaslatára megtanult inkább öklözni. Hetekig gyakorolt edzés után még egy órát úgy, hogy véresre öklözte kezét, így lett Vasöklű. 1958-ig két bajnoki bronzérmet és egy kupagyőzelmet szerzett a csapattal. Ezt követően a másodosztályú Láng Vasas kapusa volt. 1965-től a csapat edzője lett. 1970-ben a Ferencváros visszahívta tartalékkapusnak, mivel Géczi István tartalékját behívták sorkatonának. 1971 tavaszán pályára is lépett a Bp. Honvéd ellen, ahol bravúrosan védett, csak 11-esből kapott egy gólt, így győztek a kispestiek 1-0-ra. Búcsúmérkőzésére a bajnokság utolsó fordulójában került sor a Dunaújváros ellen. A 88. percben állt be a Népstadionbeli mérkőzésen, ahol a 90. percben 11-esből megszerezte pályafutása egyetlen gólját. A Fradiban összesen 206 mérkőzésen szerepelt (133 bajnoki, 60 nemzetközi, 13 hazai díjmérkőzés) és 1 gólt szerzett (bajnoki).

### A válogatottban
Tagja volt az 1954-es világbajnokságon részt vevő csapatnak, de pályára nem lépett, így ezüstérmet sem szerzett.

## Sikerei, díjai
- Magyar bajnokság
  - 2.: 1970–71
  - 3.: 1955, 1957–58
- Magyar Kupa
  - győztes: 1958
- A Magyar Népköztársaság Érdemes Sportolója (1955)[2]